# 纥石烈桓端
纥石烈桓端（1177年—1221年），金朝将领，女真族，纥石烈氏，西南路（治今内蒙古呼和浩特市东）忽论宋割猛安人。
纥石烈桓端承袭兄长银术可为谋克。金章宗泰和年间，伐南宋，任行军万户，在蔡州（今河南汝南县）击破两千宋军，在鹞子岭击破宋军一万五千，攻克安丰军。授同知怀远军节度事，权木典乣详稳，加宣武将军。完颜永济大安三年（1211年），西京行省选充合扎万户，遥授同知清州（今河北青县）防御事，改兴平军节度副使，遥授显德军节度副使，转任辽东路宣抚司都统。在御河寨击败耶律留哥反金军，加骠骑上将军，授同知顺天军节度事。金宣宗贞祐二年（1214年），任宣差副提控，同知婆速路兵马都总管，行府事。贞祐三年（1215年），击退来犯的蒲鲜万奴军。又派兵迎击在上京（今黑龙江哈尔滨市阿城区）等地。贞祐四年（1216年），升任辽海军节度使、同知行府事，改任邳州（今江苏睢宁县西北）刺史，充徐州界都提控。红袄军来攻，桓端在黄山等处将其击败，解沂州之围。以功进升为金紫光禄大夫，兼同知武宁军节度事。召为劝农副使，充都提控，屯守陈州。兴定元年（1217年），从新息渡淮河伐南宋，破沙渡店，连败宋军。升任武卫军副都指挥使。兴定二年（1218年），迁镇南军节度使，权元帅右都监，升武卫军都指挥使，在息州（今河南息县）行元帅府。又代权签枢密院事，行院于徐州。